# Simeone di Emesa
Simeone di Emesa, detto anche San Simeone Salos, cioè Stolto (Edessa, ... – 550), è stato un monaco cristiano siriano, venerato come santo dalla Chiesa ortodossa e da quella cattolica.

## Biografia

### L'ordinazione a monaco
Nato da una famiglia agiata di Edessa, visse fino all'età di trent'anni insieme con la propria madre, che lasciò solo per compiere, insieme all'amico d'infanzia Giovanni, un pellegrinaggio a Gerusalemme in occasione della festa dell'Esaltazione della Croce. Le sue agiografie, contenute nelle opere Storia ecclesiastica di Evagrio Scolastico e Symeonis Salis Confessoris del vescovo di Limisso di Cipro Leonzio di Neapoli, narrano che i due compagni dopo che sulla via del ritorno avevano visitato alcuni monasteri sul fiume Giordano, decisero di dedicarsi interamente alla vita monacale.
In poco tempo furono consacrati monaci ma, essendo desiderio di Simeone dedicarsi interamente alla vita ascetica nel deserto, abbandonarono il monastero ove erano stati ordinati.

### A Emesa
Dopo 29 annivissuti in contemplazione nel deserto Simeone si stabilì nella città di Emesa, ove condusse la vita di "Stolto in Cristo", così come erano chiamati coloro i quali, fingendo pazzia e sottoponendosi ad ogni sorta di penitenza, credevano di avvicinarsi alle sofferenze patite da Gesù nel Calvario. La sua vita in città non fu priva di aneddoti curiosi e significativi, così come ci racconta Evagrio Scolastico nella sua opera. Apparendo a tutti "in uno stato alterato" non salutava chi incontrava, scappando se qualcuno gli rivolgeva la parola nella convinzione che questi "volesse rubare la sua virtù".
A causa di tali comportamenti era spesso visto in cattiva luce dalla popolazione locale la quale, fuggendo Simeone dalla compagnia degli altri, non poteva sapere se e quando il monaco pregava Dio o digiunava, tanto più che questi non era avulso dall'introdursi furtivamente nelle locande per mangiare tutto ciò che gli si parava davanti.

### Leggende devozionali e miracoli
Vi era tuttavia una stretta cerchia di persone con la quale Simeone si mostrava sincero e affabile:
- tra questi vi era una serva la quale, rimasta incinta, incolpò Simeone del suo stato. Il santo, come ci racconta la Storia ecclesiastica, non fece nulla per contraddirla, affermando anzi con le persone che incontrava che era successo proprio quanto si raccontava poiché "la carne era debole". Solamente quando giunse il parto e alcuni familiari della serva si rivolsero a lui perché vi erano complicanze e volevano che il monaco pregasse per la salute della partoriente che il santo rivelò che la donna non riusciva a sgravarsi solo e unicamente perché non aveva rivelato il nome del padre del nascituro. Quando finalmente lo rivelò, secondo le fonti agiografiche, anche il bambino nacque.
- Si racconta che vi fu grande scandalo per Emesa quando il santo fu sorpreso ad introdursi negli alloggi di una prostituta. Interrogata la donna rivelò che Simeone si era recato in casa sua per donarle da mangiare, essendo più di tre giorni che la stessa era rimasta malata e senza cibo, mostrando nel contempo i resti dei cibi che le erano stati portati.
- Leggenda vuole che poco prima di un terremoto il monaco iniziò a colpire con una frusta le colonne presenti nel foro gridando "Voi state; voi dovete saltare". Alcuni testimoni presenti al fatto, conoscendo le virtù profetiche del santo, segnarono le colonne indicate le quali, dopo il terremoto, furono le uniche a rimanere erette[2].

## Culto
La sua memoria liturgica cade il 21 luglio.